# مایرهوفن
مایرهوفن (به آلمانی: Maierhöfen) یک شهر در آلمان است که در لینداو واقع شده‌است. مایرهوفن ۱٬۵۷۶ نفر جمعیت دارد.